# China (pel·lícula)
 China és una pel·lícula estatunidenca dirigida per John Farrow, estrenada el 1943.

## Argument
El 1941, durant el conflicte que enfronta el Japó i la Xina, David Jones i Johnny Sparrow, dos americans, es dediquen al tràfic de benzina que revenen a l'aviació japonesa. Els atacs aeris fan centenars de morts entre la població xinesa. Però Jones no hi veu més que una manera de guanyar diners. Un dia, Sparrow descobreix, durant un bombardeig, un nen la mare del qual acaba de morir. Li agafa afecte i el bateja "Donald Duck". Jones, amb el seu cinisme habitual, li demana que se'n desfaci, ja que tots dos han de marxar a Xangai, per embarcar-se cap als Estats Units. Sparrow no es decideix i amaga el nen al seu camió. Barrejats amb la multitud dels fugitius, el seu vehicle s'encalla aviat prop d'un campament de desplaçats xinesos. Entre ells es troba una estatunidenca, Carolyn Grant, que intenta fer passar clandestinament noies perquè continuïn els seus estudis lluny de l'estrèpit de les bombes. Jones accepta malament que Carolyn manllevi el seu camió amb aquest objectiu. Però durant el viatge, i davant les exigències japoneses, comença a obrir els ulls. Acabarà sacrificant la seva vida per aquesta gent per qui es preocupava poc.

## Repartiment
- Loretta Young: Carolyn Grant
- Alan Ladd: David Jones
- William Bendix: Johnny Sparrow
- Philip Ahn: Lin Cho, primer germà
- Iris Wong: Kwan Su
- Victor Sen Yung: Lin Wei, tercer germà
- Marianne Quon: Tan Ying
- Jessie Tai Sing: Estudiant
- Richard Loo: Lin Yun
- Irene Tso: 'Donald Duck'
- Ching Wah Lee: Chang Teh
- Soo Yong: Tai Shen
- Beal Wong: Capità Tao-Yuan-Kai
- Bruce Wong: L'ajudant del capità Tao
- Tala Birell: La russa rossa
- Barbara Jean Wong: Nan Ti
- Chester Gan: General japonès